# Nissan Xterra
Der Nissan Xterra ist ein SUV, das zwischen 2005 und 2015 von Nissan auf Grundlage der F-Alpha-Plattform angeboten wurde und bei dem technische Ähnlichkeiten mit dem Navara bestehen.
Der Xterra wurde im US-amerikanischen Smyrna (Tennessee) und im brasilianischen São José dos Pinhais gebaut. Im Iran wird das Fahrzeug als Nissan Roniz angeboten und ebenfalls in Lizenz vom iranischen Automobilhersteller Pars Khodro hergestellt. In China trägt der gleiche Wagen die Bezeichnung Nissan Paladin. Der Name Xterra geht auf die Bezeichnung des Gelände-Triathlons XTERRA zurück. Nissan war bis Ende 2006 der Hauptsponsor dieses Rennens.
Die erste Xterra-Modellreihe wurde im Modelljahr 2000 in den USA eingeführt, als einfaches, aber leistungsfähiges SUV vermarktet und mit dem Slogan „Everything you need, nothing you don’t“ beworben. Das Fahrzeug wurde von Frauen und Männern jeden Alters, jeden Einkommens, unabhängig vom individuellen Lebensstil, gekauft, von Nissan wurde der Xterra jedoch hauptsächlich als ein Fahrzeug für Abenteurer beworben.
Zwei Designdetails blieben seit der Vorstellung unverändert: das Hochdach und das ausgestaltete Viereck im Blech an der nicht symmetrischen Heckklappe. Das Hochdach ermöglicht den Insassen eine erhöhte Sitzposition und die Ausbuchtung an der Heckklappe dient der Aufnahme des Erste-Hilfe-Kastens. Die Xterra wurde in Japan und in Europa nicht angeboten; dort sind der kleinere X-Trail und der Qashqai die Einstiegsfahrzeuge im SUV-Bereich. In den USA übernahm der Xterra diese Rolle bis zur Vorstellung des Rogue im Jahr 2008. In der Nissan-Modellpalette ist der Xterra preislich zwischen dem Rogue und dem Murano angesiedelt, ist hinsichtlich der Fahrzeuggröße aber kleiner als der Rogue.

## Erste Generation (WD22)

### 2000–2001
In den ersten beiden Jahren gab es drei Xterra-Modelle. Die beiden Grundmodelle trugen die Bezeichnung XE. Der Xterra ist auf einem LKW-Fahrgestell aufgebaut, anders als der Pathfinder mit einer selbsttragenden Karosserie. Dies war die einzige Fahrzeuggeneration, die das ab den 1980er-Jahren bis zum Jahr 2001 gültige Nissan-Zeichen trug.
Die preisgünstigste Version besaß einen Vierzylinder-Reihenmotor, Typ KA24DE, wie beim Altima und beim 240SX. Die 2,4-l-Maschine leistete 143 bhp (105 kW) und war mit einem manuellen Fünfganggetriebe kombiniert. Der Wagen besaß Stahlfelgen, Ausstattungsdetails wie z. B. Trittbretter und Dachgepäckträger waren jedoch nicht erhältlich.
In der Regel wurde der Xterra XE mit verschiedenen Zusatzausstattungspaketen geordert, wie z. B. einem 3,3 l-V6-Motor mit 170 bhp (125 kW) in Verbindung mit einem Fünfganggetriebe oder einer 4-stufigen Automatik, mit Dachgepäckträger, Trittbrettern und Stoffmatten. Die XE-Ausstattung war die beliebteste Ausführung, da diese mit vielen Sonderausstattungspaketen zu kombinieren war. Ein komplett ausgestatteter XE verfügte über fast alle Ausstattungsdetails des Spitzenmodells SE, war aber ca. 2.000 US$ billiger.
Der SE war das Spitzenmodell der Xterra-Reihe. Alle die Dinge, die in Verbindung mit der XE-Version als Sonderausstattung bestellbar waren, gab es beim SE serienmäßig. Um einen vollausgestatteten XE vom SE abzugrenzen, war letzterer u. a. mit einem Klappdach, einem hochwertigeren Polsterstoff und einem Sechsfach-CD-Wechsler ausgestattet. Darüber hinaus waren verschiedene kleinere Ausstattungsdetails wie Spritzschutzlappen, Transportwannen und Umluft-Mikrofilter direkt bei den Händlern zusätzlich erhältlich.

### 2002–2004
2002 wurde der Xterra überarbeitet. Innen wurden Armaturenbrett und Mittelkonsole neu entworfen, während die größten Änderungen am Fahrzeug ein neuer Spitzenmotor und eine neue Frontpartie waren. 2001 überarbeitete Nissan die Fahrzeugfront des Frontier und gab ihr eine aggressivere Gestalt. Außerdem wurde der Motorraum vergrößert. 2002 überarbeitete Nissan den Xterra in ähnlicher Weise und setzte den neuen 3,3-l-V6-Motor mit 210 bhp (154 kW) ein. Der Kühlergrill erhielt das neue Nissan-Emblem.
Auch die Farbpalette wurde 2002 überarbeitet. Die Farbtöne Aztekenrot und Khaki entfielen, stattdessen gab es nun die Farben Schockblau, Sedona und Geschmolzene Lava. Nachträglich war für einen kurzen Zeitraum der Farbton Atomorange erhältlich. Das Audiosystem wurde verbessert, und anstatt des bisherigen AM/FM-Radios mit CD-Spieler, Sechsfach-CD-Wechsler mit sechs Lautsprechern gab es nun ein 300-W-AM/FM-Radio mit CD-Spieler von „Rockford Fosgate“ mit acht Lautsprechern und einem Subwoofer, der einen Teil des Laderaums beanspruchte.

## Zweite Generation (N50)

### 2005–2015
2005 erhielt der Xterra ein umfangreiches Facelift und basiert nun auf dem gleichen Fahrgestell wie die Pick-up-Modelle Titan und Navara. Das neue Modell war in jeder Hinsicht größer als sein Vorgänger. Als Antrieb dient der 4,0-l-V6-Motor, Typ VQ40DE, mit 265 bhp (195 kW). Der neue Motor war deutlich besser abgestimmt als der des Vorgängers und besitzt eine Nockenwellenverstellung. Das Geländemodell des Xterra verfügte über ein Sperrdifferenzial hinten vergleichbar mit anderen SUVs dieser Größe. 2009 erhielt der Xterra ein weiteres Facelift mit zusätzlichen Ausstattungsdetails, anderen Farben, Ledersitze für das SE-Modell und einer auf dem Dach montierten Beleuchtung beim Geländemodell.

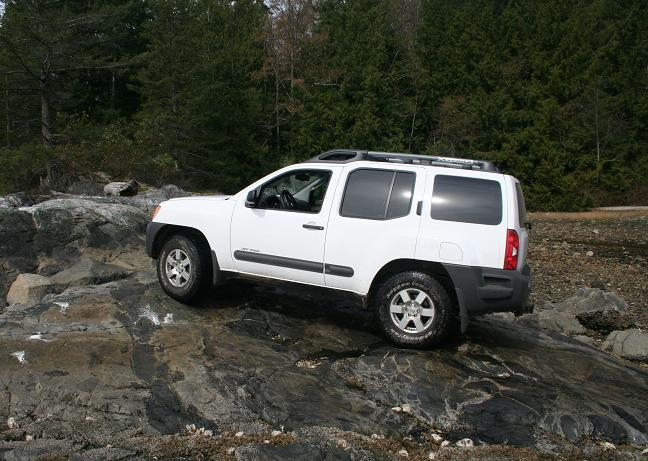
Nissan Xterra Off-Road (2007)
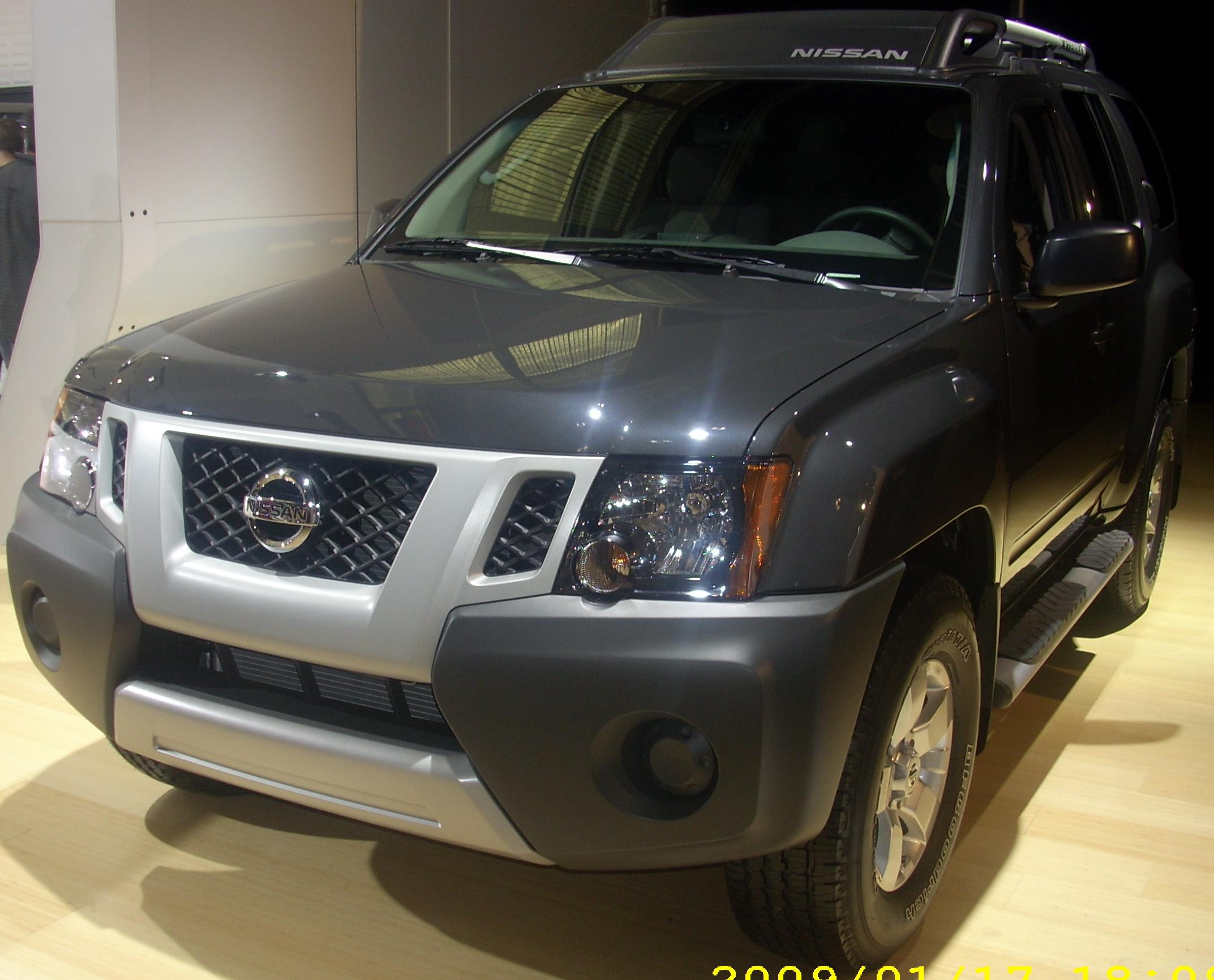
Nissan Xterra (2009)